# Journal of Experimental Medicine
Journal of Experimental Medicine (abrégé en J. Exp. Med. ou JEM) est une revue scientifique à comité de lecture. Ce mensuel publie des articles de recherches originales concernant la recherche médicale. Les articles de plus de six mois de ce journal sont en libre accès.
D'après le Journal Citation Reports, le facteur d'impact de ce journal était de 12,515 en 2014. Actuellement, la direction de publication est assurée par un panel d'experts internationaux.